# Tanya Landman
Tanya Landman (Gravesend, 1950) è una scrittrice britannica specializzata in letteratura per ragazzi.

## Biografia
Nata nel 1950 a Gravesend, Kent, vive e lavora a Bideford, nella contea del Devon.
Ha esordito nella narrativa per ragazzi nel 2005 con Mago Merlino in metrò e in seguito ha pubblicato numerosi libri che spaziano  dal fantasy al giallo passando per il romanzo storico.
Nel 2015 è stata insignita della Carnegie Medal grazie al romanzo Buffalo Soldier ispirato alla vera vicenda dell'ex schiava Cathay Williams che, travestitasi da uomo, si unì allo United States Army usando lo pseudonimo di William Cathay.

## Opere principali

### Serie Katrina Picket
- Mago Merlino in metrò (Waking Merlin, 2005), Milano, Piemme, 2011 traduzione di Francesca Flore ISBN 978-88-566-0169-5.
- Merlin's Apprentice (2006)

### Serie Flotsam e Jetsam
- Flotsam and Jetsam (2006)
- Flotsam and Jetsam and the Grooof (2008)

### Serie Poppy Fields
- Mondays are Murder (2009)
- Dead Funny (2009)
- Dying to be Famous (2009)
- The Head is Dead (2009)
- The Scent of Blood (2010)
- Certain Death (2010)
- Poison Pen (2010)
- Love Him to Death (2011)
- Blood Hound (2011)
- The Will to Live (2012)

### Serie Sam Swann
- Zombie Dawn (2013)
- Tomb of Doom!! (2014)
- Attack of the Blobs!!! (2015)

### Altri romanzi
- The World's Bellybutton (2007)
- Apache (2007)
- The Kraken Snores (2008)
- The Goldsmith's Daughter (2008)
- I Am Apache (2008)
- Buffalo Soldier (2014)
- Hell and High Water (2015)
- Beyond the Wall (2017)
- One Shot (2019)

### Libri illustrati
- The Little Egg (2006)
- Mary's Penny (2010)

## Premi e riconoscimenti
- Carnegie Medal: 2015 vincitrice con Buffalo Soldier